# Ángel Schandlein
Ángel Osvaldo Schandlein (* wahrscheinlich 1934 bzw. einer Quelle zufolge bereits am 12. August 1930; † 4. April 1998), in einigen Quellen auch als Ángel Schadlein bezeichnet, war ein argentinischer Fußballspieler, der in der Abwehr und im Mittelfeld agierte.

## Laufbahn

### Vereinsstationen
Schandlein begann seine Laufbahn bei Gimnasia y Esgrima La Plata, bei denen er von 1951 bis 1957 unter Vertrag stand. Anfang 1958 wechselte er zu den Boca Juniors, bevor es ihn vor der Saison 1959/60 in die mexikanische Liga verschlug, wo er (mit Ausnahme der Saison 1961/62, als er für Deportivo Toluca spielte) bis 1965 beim Club América unter Vertrag stand. Mit den Americanistas gewann er 1964 und 1965 zum Abschluss seiner aktiven Laufbahn zweimal in Folge den mexikanischen Pokalwettbewerb. 

### Nationalmannschaft
In den Jahren 1956 und 1957 bestritt Schandlein insgesamt neun Länderspieleinsätze für die argentinische Fußballnationalmannschaft. Höhepunkt seiner kurzen Länderspielkarriere war die Teilnahme am Campeonato Sudamericano 1957, in dem Schandlein in allen sechs Begegnungen Argentiniens mitwirkte und somit entscheidenden Anteil am Turniersieg hatte.

## Erfolge

### Nationalmannschaft
- Sieger des Campeonato Sudamericano: 1957

### Verein
- Mexikanischer Pokalsieger: 1964, 1965